# 紫光閣功臣像

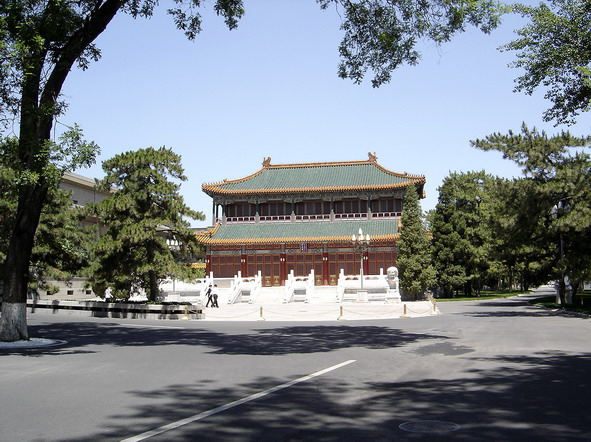
紫光閣

紫光閣功臣像，是清代懸挂在中南海紫光閣內的功臣畫像。这些画像均为立轴式，上方为题赞，下方绘功臣像。此外，当今收藏界还流传着其他类似草稿性质的手卷本若干以及油画。

## 沿革
1755年，清朝政府平定西域準部、回部得勝，乾隆決定重獎功臣：“上嘉在事諸臣之績，因葺新斯閣，圖功臣大學士忠勇公傅恆、定邊將軍一等武毅謀勇公户部尚書兆惠以下一百人於閣內。五十人親為之贊，徐皆命儒臣擬撰。”
1776年，清軍平定大小金川凱旋，乾隆又下詔：“覆命圖大學士定西將軍一等誠謀英勇公阿桂、定邊右副將軍一等果毅繼勇公户部尚書豐升額等一百人，列為前後五十功臣。御撰前五十功臣贊，命儒臣擬撰後五十功臣贊，一如平定伊犁回部例。”而且，他還下令由此不但為戰爭中的有功之臣畫像，還要將這些畫像懸掛在紫光閣中以示彰顯。這之後，他為功居前50名的將士親筆題贊。到了乾隆後期，又增加了《平定台灣功臣像》50幅、《平定廓爾喀功臣像》30幅。乾隆一朝，歷次繪製並懸掛在紫光閣內的功臣像，總共有280幅之多。
画像人物如下：
- 平定西域前五十功臣
  - 大學士一等忠勇公傅恆
  - 定邊將軍一等武毅謀勇公户部尚書兆惠
  - 原定北將軍一等誠勇公兵部尚書班第
  - 原靖逆將軍三等義烈公工部尚書納穆札爾
  - 定邊右副將軍親王品級超勇郡王策布登扎布
  - 定邊右副將軍一等靖遠成勇侯理藩院尚書富德
  - 原定邊右副將軍二等超勇伯內大臣薩拉爾
  - 原大學士三等忠勤伯陝甘總督黃廷桂
  - 參贊大臣和碩親王固倫額駙色布騰巴爾珠爾
  - 參贊大臣固山貝子扎拉豐阿
  - 參贊大臣扎薩克多羅郡王羅卜藏多爾濟
  - 參贊大臣多羅郡王額敏和卓
  - 參贊大臣工部尚書舒赫德
  - 參贊大臣一等果毅公兵部尚書阿里袞
  - 原參贊大臣三等襄勤伯總督鄂容安
  - 參贊大臣一等承恩毅勇公户部侍郎副都統明瑞
  - 參贊大臣工部侍郎副都統阿桂
  - 原參贊大臣三等子户部侍郎副都統三泰
  - 原參贊大臣前鋒統領騎都尉又一雲騎尉鄂實
  - 領隊大臣內大臣博爾奔察
  - 原領隊大臣安西提督總兵官豆斌
  - 原領隊大臣甘肅提督總兵官高天喜
  - 領隊大臣副都統塔什巴圖魯端濟布
  - 領隊大臣護軍統領愛隆阿
  - 領隊大臣前鋒統領墨爾根巴圖魯瑪瑺
  - 領隊大臣內大臣副都統巴圖魯濟爾噶爾
  - 散秩大臣穆爾德木圖巴圖魯齊凌扎布
  - 散秩大臣哈坦巴圖魯噶布舒
  - 副都統噶畢雅圖巴圖魯額爾登額
  - 郡王霍集斯
  - 貝子鄂對
  - 內大臣鄂齊爾
  - 散秩大臣喀喇巴圖魯阿玉錫
  - 原散秩大臣騎都尉達什策凌
  - 副都統鄂博什
  - 副都統圖布巴圖魯温布
  - 副都統克特爾克巴圖魯由屯
  - 原副都統騎都尉又一雲騎尉三格
  - 原頭等侍衞舒布圖鎧巴圖魯祁徹布
  - 頭等侍衞博克巴圖魯老格
  - 頭等侍衞墨爾根巴圖魯達克塔納
  - 頭等侍衞薩穆坦
  - 原二等侍衞固濟爾巴圖魯雲騎尉璊綽爾圖
  - 二等侍衞哈朗圭巴圖魯塔瑪鼐
  - 原二等侍衞哈布台巴圖魯福錫爾
  - 二等侍衞額爾克巴圖魯海蘭察
  - 原二等侍衞雲騎尉富紹
  - 三等侍衞賽音博勒克巴圖魯扎奇圖
  - 三等侍衞什倫哈什哈巴圖魯阿爾丹察
  - 三等侍衞卓裏克圖巴圖魯五十保
- 平定西域後五十功臣
  - 參贊大臣一等誠勇公都統巴祿
  - 參贊大臣杭州將軍福祿
  - 原領隊大臣寧夏將軍一等子和起
  - 參贊大臣喀爾喀扎薩克和碩親王桑齊多爾濟
  - 原領隊大臣都統滿福
  - 參贊大臣喀爾喀扎薩克多羅郡王車木楚克扎布
  - 領隊大臣甘州提督閻相師
  - 領隊大臣哈密郡王品級貝勒玉素富
  - 御前侍衞副都統西朗阿巴圖魯扎拉豐阿
  - 領隊大臣副都統瑚爾起
  - 原領隊大臣副都統阿敏道
  - 副都統墨爾根巴圖魯伍岱
  - 副都統觀音保
  - 領隊大臣肅州鎮總兵官五福
  - 回部公和闐阿奇木伯克阿什默特
  - 回部公哈什噶爾阿奇木伯克噶岱默特
  - 前鋒參領特古爾得爾巴圖魯艮音泰
  - 署參領額爾克巴圖魯巴岱
  - 協領布彥圖巴圖魯布爾哈
  - 察哈爾總管蘇朱克圖巴圖魯納蘭圖
  - 原領隊大臣察哈爾總管坤都爾巴圖魯巴寧阿
  - 索倫總管齊達克齊巴圖魯阿爾哈爾沁
  - 索倫總管哈坦巴圖魯薩壘
  - 原索倫總管賽沙爾泰巴圖魯扎爾善
  - 索倫佐領克圖爾克巴圖魯諾滿察
  - 頭等侍衞什爾瑪海巴圖魯德爾森保
  - 頭等侍衞塔蘇爾海巴圖魯佔頗圖
  - 頭等侍衞固勇巴圖魯伊薩穆
  - 三等侍衞克什克巴圖魯伍什爾圖
  - 三等侍衞克爾車赫巴圖魯沙津察
  - 三等侍衞坤都爾巴圖魯扎敦素
  - 頭等侍衞丹巴圖魯莽喀察
  - 頭等侍衞布哈扎巴圖魯齊裏克齊
  - 頭等侍衞卓裏克圖巴圖魯額納慎
  - 三等侍衞庫爾察巴圖魯茂漢
  - 原二等侍衞克醜巴圖魯寧古禮
  - 原三等侍衞伊德爾巴圖魯奎瑪岱
  - 原三等侍衞特通額
  - 原藍翎侍衞莫寧察
  - 二等侍衞丹巴巴圖魯那木查爾
  - 二等侍衞特古思巴圖魯塔尼布
  - 二等侍衞哈什哈巴圖魯瑪格
  - 二等侍衞哈什哈巴圖魯達爾漢
  - 三等侍衞卓克託巴圖魯恩特
  - 三等侍衞西爾庫濟巴圖魯伊達木扎布
  - 頭等侍衞呼爾查巴圖魯佔音保
  - 三等侍衞舒都拉呼巴圖魯西爾庫爾
  - 原三等侍衞拜達爾
  - 原藍翎侍衞舒倫巴圖魯喀拉
  - 三等侍衞克得爾巴圖魯哈木圖庫
- 平定金川前五十功臣
  - 定西將軍一等誠謀英勇公協辦大學士吏部尚書阿桂
  - 定邊右副將軍一等果毅繼勇公加一等子户部尚書豐升額
  - 定邊右副將軍一等襄勇伯成都將軍明亮  
  - 大學士舒赫德
  - 大學士一等輕車都尉于敏中
  - 兵部尚書一等忠勇公和碩額駙福隆安
  - 原參贊大臣固倫額駙贈和碩親王色布騰巴爾珠爾
  - 參贊大臣一等超勇侯都統海蘭察
  - 參贊大臣一等嫺勇男護軍統領副都統額森特
  - 參贊大臣護軍統領舒常
  - 領隊大臣一等承恩武勇公加一等男都統奎林
  - 領隊大臣三等果勇侯都統和隆武
  - 領隊大臣內大臣都統户部侍郎三等嘉勇男福康安
  - 領隊大臣副都統三等奮勇男普爾普
  - 領隊大臣荊州將軍輔國公興兆
  - 原參贊大臣西安提督哈國興  
  - 領隊大臣西安提督馬彪
  - 原領隊大臣江南提督馬全
  - 領隊大臣廣西提督書麟
  - 領隊大臣副都統綽克託巴圖魯三保
  - 領隊大臣副都統法福裏巴圖魯烏什哈達
  - 領隊大臣副都統多布坦巴圖魯瑚尼爾圖
  - 領隊大臣副都統札克博巴圖魯爾格德
  - 領隊大臣副都統咱爾親巴圖魯阿爾都
  - 領隊大臣副都統阿爾杭阿巴圖魯阿爾薩朗
  - 領隊大臣副都統穆騰額巴圖魯舒亮
  - 原領隊大臣副都統銜納親巴圖魯科瑪
  - 領隊大臣副都統銜扎濟克巴圖魯伊蘭保
  - 原領隊大臣副都統銜扎爾巴圖魯佛倫泰
  - 領隊大臣副都統三等信勇公富興
  - 領隊大臣副都統德赫布
  - 原領隊大臣副都統莽喀察
  - 領隊大臣直隸天津鎮總兵噶布什海巴圖魯海祿
  - 領隊大臣貴州鎮遠鎮總兵巴格巴圖魯敖成
  - 領隊大臣山西大同鎮總兵巴爾丹巴圖魯官達色
  - 領隊大臣四川川北鎮總兵賽尚阿巴圖魯成德
  - 領隊大臣陝西固原鎮總兵法福裏巴圖魯圖欽保
  - 原甘肅肅州鎮總兵札親巴圖魯曹順
  - 領隊大臣陝西興漢鎮總兵三等義烈公保寧
  - 領隊大臣山西太原鎮總兵特成額
  - 原領隊大臣陝西延綏鎮總兵烏爾納
  - 原署福建建寧鎮總兵敦柱
  - 頭等侍衞扎卓穆巴巴圖魯額爾特
  - 頭等侍衞揚達克巴圖魯托爾託保
  - 二等侍衞拉布凱巴圖魯泰斐英阿
  - 二等侍衞崇茜巴圖魯柏凌
  - 原二等侍衞額依巴爾巴圖魯達蘭泰
  - 原二等侍衞善巴巴圖魯薩爾吉岱
  - 索倫佐領舒克丹巴圖魯特爾惇澈
  - 貴州副將奢特陳巴圖魯興奎
- 平定金川后五十功臣
  - 領隊大臣副都統奉恩將軍都爾嘉
  - 領隊大臣成都副都統奉恩將軍舒景安
  - 領隊大臣副都統墨爾根巴圖魯五岱
  - 領隊大臣副都統銜噶塔布
  - 領隊大臣副都統喀拉巴圖魯扎爾桑
  - 原領隊大臣副都統銜拉布巴圖魯瑪爾佔
  - 原副都統加贈都統阿爾素納
  - 原副都統加贈都統博靈阿
  - 雲南提督常青
  - 原署貴州提督牛天畀
  - 原頭等侍衞加贈副都統明仁
  - 四川松藩鎮總兵五福
  - 雲南永順鎮總兵劉國樑
  - 雲南昭通鎮總兵巴克坦布
  - 甘肅寧夏鎮總兵斐慎
  - 原湖北襄陽鎮總兵馬彪
  - 原廣東高廉鎮總兵西爾努恩巴圖魯常祿保
  - 陝西興漢鎮總兵梁朝桂
  - 四川建昌鎮總兵靈山
  - 直隸正定鎮總兵嵩安
  - 甘肅延綏鎮總兵納爾珠克巴圖魯三德
  - 原甘肅寧夏鎮總兵劉輝祖
  - 乾清門頭等侍衞托克莫特巴圖魯彰靄
  - 乾清門頭等侍衞托克巴圖魯那木扎
  - 頭等侍衞扎拉克巴圖魯進財保
  - 頭等侍衞諾阿爾巴圖魯伊立布
  - 頭等侍衞布隆巴圖魯岱森保
  - 原二等侍衞巴爾丹巴圖魯穆哈納
  - 乾清門二等侍衞烏爾圖納遜
  - 乾清門二等侍衞奇徹伯巴圖魯富寧
  - 二等侍衞定凱巴圖魯明山
  - 二等侍衞伊史
  - 二等侍衞德捷特巴圖魯巴達瑪
  - 原二等侍衞朗勤巴圖魯庫爾德
  - 乾清門二等侍衞噶布什克巴圖魯阿蘭保
  - 三等侍衞札努恩巴圖魯阿滿泰
  - 護軍參領僧格巴圖魯新達蘇
  - 護軍參領僧篤爾頗特巴圖魯富爾賽
  - 護軍參領甲圖布巴圖魯額爾伯克
  - 副護軍參領愛星阿
  - 原索倫佐領塔爾濟特巴圖魯巴西薩
  - 江南漕標副將經勒巴圖魯許世亨
  - 原貴州參將圖多布巴圖魯國興
  - 木坪土司堅木參那木喀
  - 綽斯甲布土司雍中旺爾結
  - 鄂克什土舍圖克則恩巴圖魯雅滿塔爾
  - 綽羅斯布土舍綽爾嘉木燦
  - 屯練土都司舒克丹鄂巴圖魯阿忠保
  - 小金川賞給頭等侍衞木塔爾
  - 頭人阿爾莫巴鄂巴圖魯雍中爾結
- 平定台灣前二十功臣
  - 大學士一等誠謀英勇公阿桂
  - 大學士三等忠襄伯和珅
  - 大學士王傑
  - 協辦大學士吏部尚書陝甘總督一等嘉勇公福康安
  - 領侍衞內大臣二等超勇公海蘭察
  - 工部尚書福長安
  - 户部尚書董誥
  - 閩浙總督李侍堯
  - 兩廣總督一等輕車都尉孫士毅
  - 福建巡撫徐嗣曾
  - 成都將軍法什尚阿巴圖魯雲騎尉鄂輝
  - 護軍統領穆騰額巴圖魯雲騎尉舒亮
  - 護軍統領沙爾瑪海巴圖魯三等奮勇男雲騎尉普爾普
  - 福建水師提督健勇巴圖魯蔡攀龍
  - 福建陸路提督奮勇巴圖魯梁朝桂
  - 浙江提督堅勇巴圖魯許世亨
  - 四川松潘鎮總兵奮圖禮巴圖魯穆克登阿
  - 四川建昌鎮總兵札敦巴巴圖魯張芝元
  - 台灣鎮總兵衝捷巴圖魯普吉保
  - 散秩大臣贊巴巴圖魯四川土參將穆塔爾
- 平定台灣後三十功臣
  - 吉林副都統法福禮巴圖魯烏什哈達
  - 署正白旗蒙古副都統布隴巴圖魯岱森保
  - 江南狼山鎮總兵堅勇巴圖魯袁國璜
  - 南澳鎮總兵誠勇巴圖魯張朝龍
  - 原副都統銜總管舒克丹巴圖魯特爾登徹
  - 副都統銜頭等侍衞呼嵩額巴圖魯博賓
  - 廣東肇慶協副將庫爾庫巴圖魯官福賔
  - 頭等侍衞和隆武巴圖魯額爾登保
  - 頭等侍衞費揚阿巴圖魯春寧
  - 頭等侍衞佐領能登額巴圖魯阿穆爾塔
  - 健鋭營前鋒參領斐靈阿巴圖魯賽崇阿
  - 護軍參領錫林巴圖魯碩允保
  - 護軍參領喀爾春巴圖魯萬廷
  - 蘭州城守參將果勇巴圖魯吳宗茂
  - 副前鋒參領發拉薩台巴圖魯錫津泰
  - 副前鋒參領哲布鏗額巴圖魯彥津保
  - 吉林佐領噶爾薩巴圖魯五德
  - 三等侍衞達春巴圖魯三音庫
  - 三等侍衞什勒敏巴圖魯屯保
  - 三等侍衞奇成額巴圖魯哲克
  - 三等侍衞額爾克巴圖魯薩寧阿
  - 三等侍衞額騰伊巴圖魯克升額
  - 三等侍衞伯奇圖巴圖魯薩克丹布
  - 三等侍衞能登巴圖魯博綽諾克
  - 三等侍衞珠勒星額巴圖魯特勒登額
  - 三等侍衞揚桑阿巴圖魯巴彥泰
  - 三等侍衞瑚東阿巴圖魯定錫鼐
  - 三等侍衞錫特洪阿巴圖魯阿哈保
  - 屯練二等侍衞多布藏巴圖魯丹拜錫拉布
  - 屯練守備扎克布巴圖魯阿忠
- 平定廓爾喀前十五功臣
  - 大學士一等忠鋭嘉勇公兩廣總督福康安
  - 大學士一等誠謀英勇公阿桂
  - 大學士三等忠襄伯和珅
  - 大學士王傑
  - 大學士孫士毅
  - 原任領侍衞內大臣一等超勇公海蘭察
  - 户部尚書福長安
  - 户部尚書董誥
  - 兵部尚書慶桂
  - 工部尚書和琳
  - 四川總督恵齡
  - 原任都統銜防軍統領喇布凱巴圖魯台斐英阿
  - 防軍統領和隆武巴圖魯額勒登保
  - 原任副都統扎弩巴圖魯阿滿泰
  - 副都統銜駐劄西蔵協辦事務大臣賽尚阿巴圖魯成徳
- 平定廓爾喀後十五功臣
  - 四川總督彭承堯
  - 副都統布隆巴圖魯岱森保
  - 副都統法福禮巴圖魯烏什哈達
  - 副都統錫阿朗巴圖魯德楞泰
  - 副都統錫利巴圖魯珠爾杭阿
  - 副都統額騰額巴圖魯翁果爾海
  - 原任副都統銜法福禮巴圖魯哲森保
  - 副都統銜能登額巴圖魯阿穆爾塔
  - 副都統銜四川土守備贊巴巴圖魯木塔爾
  - 四川重慶鎮總兵博齊巴圖魯袁國璜
  - 四川建昌鎮芬圖哩巴圖魯總兵穆克登阿
  - 原任四川松潘鎮總兵扎敦巴巴圖魯張芝元
  - 原任副將銜四川土都司寧多布巴圖魯木泰爾
  - 原任二等侍衞莫爾根保
  - 甘肅副將烏爾固額濟巴圖魯達音泰

## 紫光閣五十功臣
傅恒、兆惠、班第、納穆扎爾、策布登扎布、富德、薩拉爾、黃廷桂、色布騰巴爾珠爾、紥拉豐阿、羅卜藏多爾濟、額敏和卓、舒赫德、阿里袞、鄂容安、明瑞、阿桂、三泰、鄂寶、博爾奔察、豆斌、高天喜、端濟布、愛隆阿、瑪瑺、巴圖、濟爾噶爾、齊淩扎布、噶布舒、額爾登額、霍集斯、鄂對、鄂齊爾、阿玉錫、達什策淩、鄂博什、溫布、田屯、三格、奇徹布、達克塔納、薩穆坦、塔瑪鼐、富錫爾、滿綽爾圖、海蘭察、老格、富紹扎齊圖、阿爾丹察、五十保。
| 保和殿大學士一等忠勇公傅恒 | 原靖逆将军三等义烈公工部尚书納穆扎爾 | 參贊大臣一等承恩毅勇公戶部侍郎副都統明瑞 | 回部王公 霍集斯 | 原領隊大臣甘肅提督總兵官高天喜 | 散秩大臣喀喇巴图鲁阿玉錫 | 头等侍卫墨尔根巴图鲁達克塔納 |

相关手卷及油画
| 一等武毅謀勇公定邊將軍兆惠 | 班第 | 納穆扎爾 | 策布登扎布 | 富德     | 一等超勇公定邊右副將軍薩拉爾 |
| 阿里袞                     | 豆斌 | 高天喜   | 端济布     | 三格     | 老格                         |
| 达克塔纳                   | 瑪瑺 | 阿玉锡   | 兆惠       | 满绰尔图 | 《阿玉錫持矛盪寇圖》卷       |

## 平定西域後五十功臣
巴祿、福祿、和起、桑齊多爾濟、滿福、車木楚克扎布、閆相師、玉素富、紥拉豐阿、瑚爾起、阿敏道、五福、諾爾本、觀音保、阿什默特、噶岱默特、艮音泰、巴岱、布爾哈、納蘭圖、巴寧阿、阿爾哈爾沁、薩壘、扎爾善、諾滿察、德爾森保、占頗圖、伊薩穆、伍克什爾圖、沙津察、扎敦察、莽喀察、齊里克齊、額納慎、茂漢、寧古禮、奎瑪岱、特通額、莫寧察、那木查爾、塔尼布、瑪格、達爾漢、恩特、伊達木扎布、占音保、西爾庫爾、拜達爾、望拉、哈木圖庫。
| 参赞大臣喀尔喀扎萨克多罗郡王車木楚克扎布 | 领队大臣甘州提督閆相師 | 领队大臣肃州镇总兵官五福   | 署参领额尔克巴图鲁巴岱     | 原领队大臣察哈尔总管坤都尔巴图鲁巴宁阿 | 原索伦总管赛沙尔泰巴图鲁扎爾善 | 头等侍卫固勇巴图鲁伊薩穆   |
| 三等侍卫克什克巴图鲁 伍克什爾圖          | 原蓝翎侍卫 莫寧察      | 二等侍卫丹巴巴图鲁那木查爾 | 二等侍卫特古思巴图鲁塔尼布 | 头等侍卫呼尔查巴图鲁 占音保            | 三等侍卫克得尔巴图鲁哈木圖庫   | （姓名不详失去题赞的画像） |

相关手卷及油画
| 达尔汉 |

## 平定金川前五十功臣
阿桂、豐升額、明亮、舒赫德、于敏中、福隆安、色布騰巴爾珠爾、海蘭察、額森特、舒常、奎林、和隆武、福康安、普爾普、興兆、哈國興、馬彪、馬全、書麟、三保、烏什哈達、瑚尼爾圖、珠爾格德、阿爾都、舒亮、科瑪、阿爾薩朗、伊蘭保、佛倫泰、富興、德赫布、莽喀察、海祿、教成、官達色、成德、圖欽保、曹順、保寧、特成額、烏爾納、敦柱、額爾特、托爾托保、泰斐英阿、柏淩、達蘭泰、薩爾吉岱、特爾徹、興奎。
| 定西将军一等诚谋英勇公协办大学士吏部尚书阿桂 | 定邊右副將軍一等襄勇伯成都將軍明亮 | 原参赞大臣西安提督哈國興 |

相关手卷及油画
| 阿桂 | 明亮 | 于敏中 | 福隆安 |

| 丰升额 | 明亮 | 舒赫德 | 色布騰巴爾珠爾 | 额森特 | 普尔普 | 兴兆     |
| 哈国兴 | 马彪 | 马全   | 书麟           | 科玛   | 佛伦泰 | 托尔托保 |

## 平定金川後五十功臣
都爾嘉、舒景安、五岱、噶塔布、扎爾桑、瑪爾占、阿爾素納、博靈阿、常青、牛天畀、明仁、五福、劉國梁、巴克坦布、斐慎、馬彪、常祿保、梁朝桂、靈山、嵩安、三德、劉輝祖、彰靄、那木扎、進財寶、伊立布、岱森保、穆哈納、烏爾圖納遜、富寧、明山、伊史、巴達瑪、庫爾德、阿蘭保、阿滿泰、新達蘇、富爾賽、額爾伯克、愛星阿、巴鹵薩、許世亨、國興、堅木參那木喀、雍中瓦爾結、雅滿塔爾、綽爾嘉木燦、阿忠保、木塔爾、雍中爾結。
| 领队大臣成都副都统 奉恩将军舒景安 | 雲南昭通鎮總兵巴克坦布 | 直隶正定镇总兵嵩安 | 木坪土司堅木參那木喀 |

相关手卷及油画
| 乌尔图纳逊 | 雅满塔尔 | 綽爾嘉木燦 | 阿忠保 | 木塔尔 |

## 平定臺灣二十功臣
阿桂、和珅、福康安、海蘭察、福長安、董誥、李侍堯、孫士毅、徐嗣曾、鄂輝、舒亮、普爾普、蔡攀龍、梁朝桂、許世亨、穆克登阿、張芝元、普吉保、穆塔爾。
| 成都将军法什尚阿巴图鲁云骑尉鄂輝 | 四川建昌镇总兵扎敦巴巴图鲁張芝元 |

御筆平定臺灣二十功臣像贊
| 阿桂 | 和珅 | 王杰   | 福康安 | 海蘭察 | 福长安 | 董誥     | 李侍尧 | 孙士毅 | 徐嗣曾 |
| 鄂辉 | 舒亮 | 普尔普 | 蔡攀龙 | 梁朝桂 | 許世亨 | 穆克登阿 | 張芝元 | 普吉保 | 穆塔爾 |

## 平定臺灣後三十功臣
乌什哈达、岱森保、袁國璜、張朝龍、特爾登徹、博𡩏、官福、額爾登保、春寧、阿穆爾塔、賽崇阿、碩碩允保、萬廷、吳宗茂、錫津泰、彥津保、五德、三音庫、屯保、哲克、薩寧阿、克陞額、薩克丹布、博綽諾克、特勒登額、巴彥泰、定錫鼐、阿哈保、丹拜錫拉布、阿忠
| 江南狼山鎮總兵堅勇巴圖魯袁國璜 | 頭等侍衛和隆武巴圖魯額爾登保 | 护军参领喀尔春巴图鲁萬廷 | 副前锋参领哲布铿额巴图鲁彥津保 |

## 平定廓爾喀十五功臣
福康安、阿桂、和珅、王杰、孙士毅，海兰察，福长安、董诰、庆桂、和琳，惠龄，斐英阿、额勒登保，阿满泰、成德。

## 平定回疆𠞰捦逆裔四十四功臣
长龄、杨芳、杨遇春、武隆阿、哈哴阿、阿勒罕保、胡超、余步云、巴哈布、苏清阿、长清、达凌阿、伊萨克、安福、清德、齐慎、吉勒通阿、郭继昌、额尔古伦、段永福、德勒格尔桑、华山泰、伊勒东阿、寿晶、鄂尔托彦、全浚阿、舒凌阿、乌齐拉尔、得胜额、乌凌额、德成额、占布、阿勒吉讷、德克精阿、哈丹保、讷松阿、舒兴阿、杨发、田大武、那彦成 
后增：曹振镛、文孚、王鼎、玉麟 
相关手卷及油画
| 杨遇春 |

## 附：杜尔伯特/绰罗斯半身像
乾隆帝命画家为参加万树园宴会的人物所绘画像（非紫光阁功臣像系列）
| 达瓦齐 | 额爾德尼 | 布彦特古斯 | 车凌 | 玛什巴图 | 达瓦 | 巴圖蒙克 | 刚多尔济 | 根敦 |

## 附：土尔扈特/和硕特半身像
| 渥巴锡   | 策伯克多尔济 | 齐叶齐 | 布彦楚克 | 默们图 | 叶勒木丕尔 | 舍楞 | 奇哩布 |
| 阿喇克巴 | 蒙滚         | 诺海   | 恳泽     | 功格   | 哲别克扎布 |      |        |

## 流傳
紫光閣功臣像为立轴式，总计二百八十幅，但多數都在八國聯軍入侵北京時散失，目前已知存世不足三十幅，大部份为各地公私博物馆收藏，其中：　
- 加拿大多伦多皇家安大略博物館（Royal Ontario Museum）藏二幅（纳穆扎尔、那木查尔）
- 德国柏林亚洲艺术博物馆藏三幅（巴岱、巴宁阿、哈木图库）
- 德国海德堡民族学博物馆（德语：Museum für Asiatische Kunst）藏三幅（莫宁察、嵩安、坚木参那木喀）
- 德国科隆东亚艺术博物馆藏一幅（明亮）
- 德国希尔德斯海姆罗默和佩利措伊斯博物馆（德语：Museum für Ostasiatische Kunst）藏一幅（姓名不详失去题赞的画像）
- 美国纽约大都会博物馆藏一幅（占音保）
- 捷克兹布拉斯拉夫宫堡（捷克語：Zbraslavský klášter）藏一幅（彦津保）
- 日本大和文華館（大和文華館）藏一幅（閆相師）
- 中国天津博物馆藏二幅（阿玉锡、舒景安）
- 美国纽约私人黄惠英（Dora Wong）女士藏三幅（傅恒、伍克什尔图、鄂辉）[4]
- 香港私人藏二幅（包括在下述拍卖中）
- 1999年4月26日香港佳士得拍卖行拍卖一幅（五福）
- 1999年5月13日伦敦苏富比拍卖行拍卖一幅（扎尔善）
- 2001年4月29日香港佳士得拍卖行拍卖一幅（达克塔纳）
- 2007年10月9日香港苏富比拍卖行拍卖一幅（伊萨穆）
- 2007年10月9日香港苏富比拍卖行拍卖一幅（塔尼布）[5]
- 2008年12月3日香港佳士得拍卖行拍卖一幅（哈国兴）
- 2009年10月8日香港苏富比拍卖行拍卖一幅（万廷）
- 2011年4月8日香港苏富比拍卖行拍卖一幅（原为德国柏林Prof. Dr. Hartmut Walravens收藏）（车木楚克扎布）
- 2011年5月21日北京嘉德拍卖行拍卖一幅（张芝元）
- 收藏情况不详一幅（阿桂）

其他还有类似草稿的手卷本若干以及油画。其中，
- 德國柏林國立民俗博物館藏八幅 
  - 平定兩金川之役功臣像七幅
    - 第27名功臣，原領隊大臣副都統銜納親巴圖魯科瑪
    - 第29名功臣，原領隊大臣副都統銜札爾丹巴圖魯佛倫泰
    - 第44名功臣，頭等待衛揚達克巴圖魯托爾托保
    - 第96名功臣，鄂克什土舍圖克則恩巴圖魯雅滿塔爾
    - 第97名功臣，綽羅斯布上舍綽爾嘉木燦
    - 第98名功臣，屯練土都司舒克丹巴鄂巴圖魯阿忠保
    - 第99名功臣，小金川賞給頭等侍衛木塔爾

  - 平定準部回部功臣像一幅
    - 署參領額爾克巴圖魯巴岱